# Пятничный календарь
Пятничный календарь — 12 особо почитаемых славянами пятниц на основе апокрифа «Сказание о двенадцати пятницах». Существует в различных списках по времени и месту. В эти дни человек должен был соблюдать строгий пост.

## Апокриф
У славян, как и других народов Европы, получил широкое распространение средневековый апокриф о 12 пятницах, в которые человек должен был соблюдать строгий пост; за нарушение этого требования следовали угрозы: виновника постигнет внезапная смерть, он утонет в море, сгорит в огне, погибнет от грома и т. п. Этот сюжет нашёл отражение в духовных стихах, устных рассказах и в верованиях. По поверьям, после шестой из 12 пятниц Пятница явится во сне и откроет человеку половину его будущего; после двенадцатой Пятницы она изложит ему всё его будущее (з.-укр.).
В Полесье девушки, если хотели приблизить брак, старались поститься 12 пятниц.

## Состав пятниц у южных славян
Состав этих почитаемых 12 пятниц различен в локальных традициях[страница не указана 3255 дней][страница не указана 3255 дней], например, у болгар почитались «черные» Пятницы: перед днём св. Димитрия (Димитровден), Рождеством (Коледа), Новым годом (Сурова), Крещением (Водици), Днём св. Трифона (Трифон Зарезан), перед субботой на первой неделе Великого поста (Тодоровден), на четвёртой неделе Великого поста (Средопостпница), перед Пасхой (Великден), Троицей (Русаля), Петровым днём (Петровден), Успением (Толяма Богородица) и Воздвижением (Крстовден); у сербов — Велики петак (Страстная), Источни (на Святой неделе), пятницы перед Юрьевым днём, перед Троицей, Петровым днём, Ильиным днём, Усекновением, Рождеством, перед началом марта, днём Сорока мучеников, Благовещением и Лазаревой (Вербной) субботой.